# Pompea Paolina
Pompea Paolina (fl. I secolo) fu la moglie del filosofo e scrittore romano Lucio Anneo Seneca.

## Biografia
Pompea Paolina era presumibilmente la figlia di Pompeo Paolino, un membro dell'agiata classe equestre proveniente da Arelate, l'odierna Arles. Paolina fu molto probabilmente la seconda moglie di Seneca, che era precedentemente stato sposato a una donna di cui non è stato tramandato il nome. Nella sua opera Ad Helviam (2.5) Seneca afferma di aver recentemente perso un figlio ancora bambino, mentre alcuni anni più tardi il filosofo stoico afferma che la moglie comprende il suo bisogno di meditare la sera nel De ira (3.36.3-4). In nessuno dei due casi Seneca menziona la moglie per nome e diversi storici sostengono che lo scrittore si riferisca a un primo matrimonio.
Seneca cita Paolina, seppur marginalmente, nelle Epistulae morales ad Lucilium, in cui la descrive come una donna molto attenta e premurosa nei suoi riguardi:
(Seneca, Epistulae morales ad Lucilium, lettera 104)

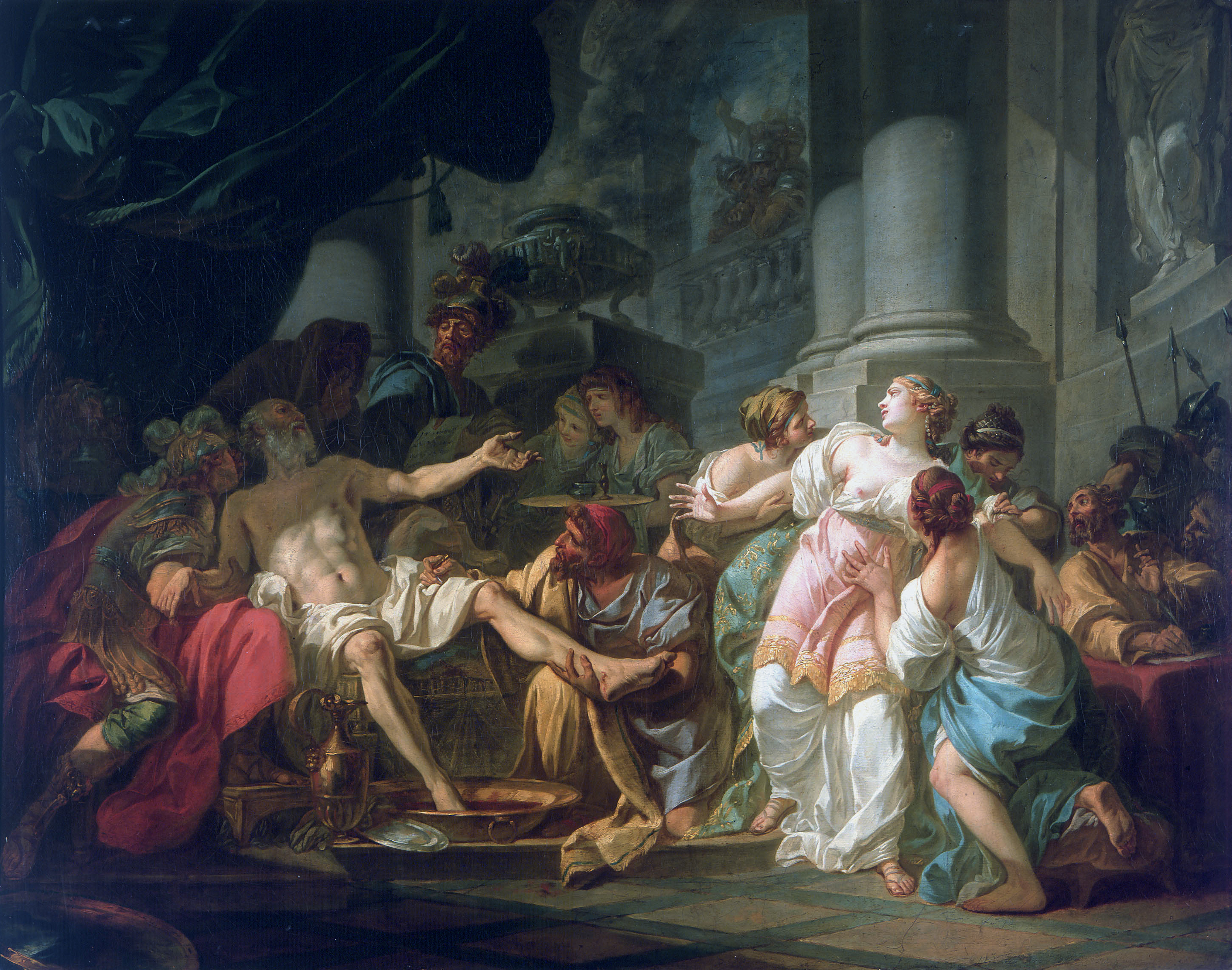
Pompea Paolina (a destra) nella Morte di Seneca di Jacques-Louis David (1773)

La gran parte delle informazioni su Pompea Paolina è riportata da Tacito, che descrive il suicidio di Seneca negli Annales. Dopo la fallita congiura di Pisone, Nerone ordinò a Seneca di suicidarsi e inviò soldati ad assicurarsi che il suo vecchio precettore obbedisse all'ordine. Tacito riporta che Paolina fosse così sconvolta da tagliarsi le vene insieme al marito, che rimase molto impressionato dal gesto, ma che non lo disapprovò. Nerone però aveva ordinato che Paolina non venisse uccisa, affinché lui non fosse tacciato di tirannia, e così la donna fu medicata e sopravvisse a Seneca per alcuni anni:
(Tacito, Annales, XV.64)
Cassio Dione invece riporta una versione diversa, in cui fu proprio Seneca a esortare Paolina al suicidio: in parte perché anche la donna aveva adottato gli ideali stoici e quindi non temeva la morte, in parte per risparmiarle possibili ulteriori supplizi per mano di Nerone:
(Cassio Dione, Storia romana, LXII.25.1-3)

## Nella cultura successiva

### Nelle arti figurative

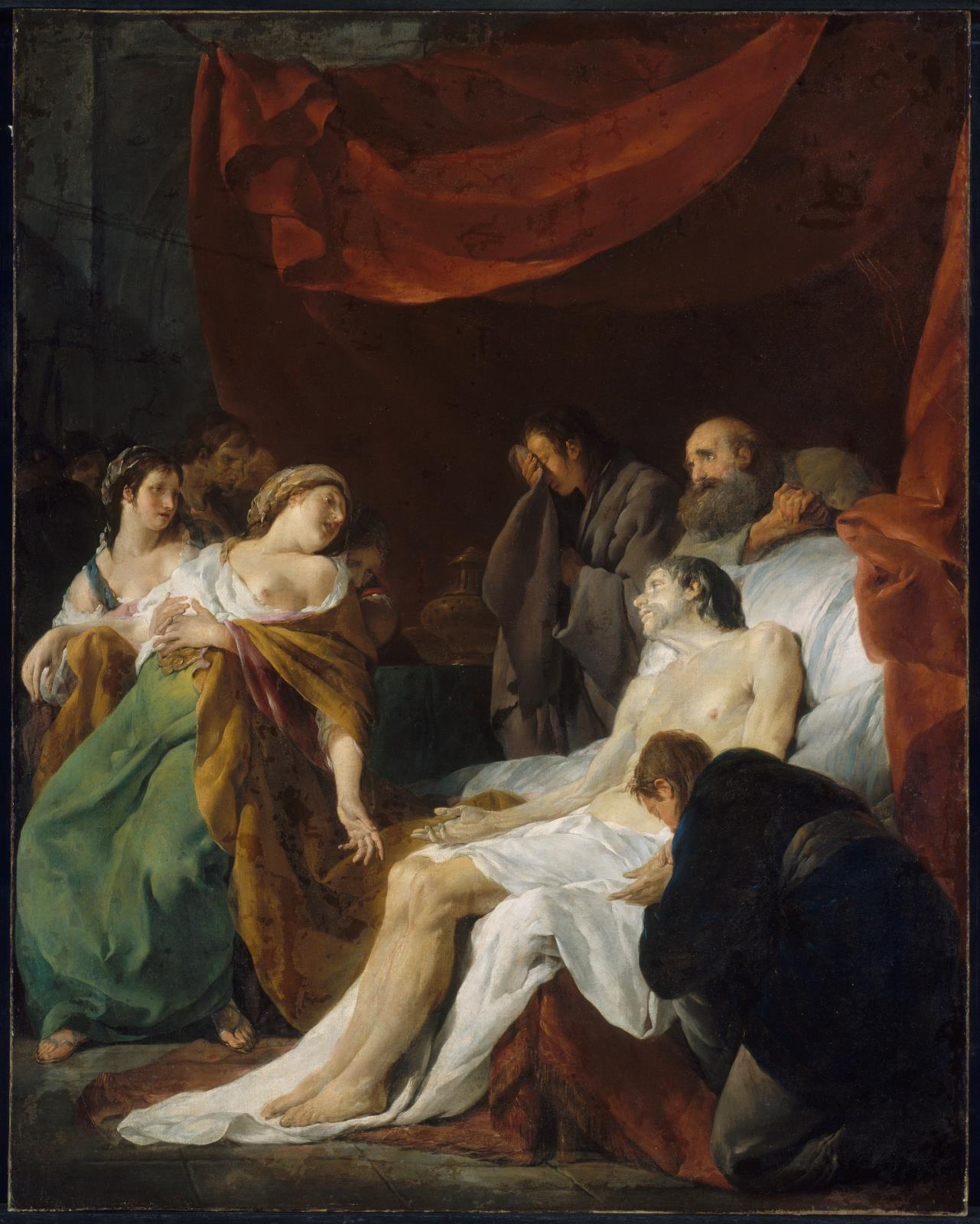
Noël Hallé, La morte di Seneca (1750)

Pompea Paolina è una figura ricorrente nelle raffigurazioni della morte di Seneca, soprattutto nell'arte francese del XVIII secolo. Uno dei primi fu La Mort de Sénèque di Noël Hallé (1750). Il tema divenne così popolare che l'Académie française lo scelse come soggetto per il Grand Prix del 1773. La competizione fu vinta da Jean-François-Pierre Peyron, ma la sua opera è andata perduta; i bozzetti preparatori sono sopravvissuti e mostrano che la donna aveva un ruolo di rilievo. Tra le opere in concorso c'ere anche la Morte di Seneca di Jacques-Louis David, che mette in evidenza Paolina sulla destra, illuminata da una luce bianca.
Nel 1791 Jean-Joseph Taillasson si focalizzò unicamente sulla donna nel dipinto Pauline, femme de Sénèque, rappelée à la vie, Il quadro rappresenta un soldato romano che entra in una stanza e ordina di fermare il sanguinamento di Paulina e salvarle la vita.

### Nella letteratura
Pompea Paolina è una delle 106 donne descritte da Giovanni Boccaccio nel De mulieribus claris, in cui la moglie di Seneca occupa il novantaquattresimo capitolo. Seguendo l'esempio di Boccaccio Christine de Pizan ricorre a Paolina come esempio di devozione nei confronti del marito ne La città delle dame (1405) e Martin le Franc la utilizza come figura esemplare ne Le Champion des dames (1442).
Nei suoi Saggi, Michel de Montaigne cita Paolina tra le "trois bonnes femmes" (II.35), le tre donne romane particolarmente degne di nota e ammirazione:
(Montaigne, Saggi (II.35), trad. di Girolamo Canini (1831))
La tragedia di François L'Hermite La Mort de Sénèque, rappresentata per la prima volta nel 1644 e pubblicata nel 1645, si apre con Paulina che supplica il marito di lasciarla morire con lui, una richiesta che il filosofo respinge con forza. La tragedia fece il suo debutto all'Illustre Théâtre di Parigi, portata in scena dalla compagnia di Madeleine Béjart e di Molière.